# 回部王公
回部王公是清朝在今新疆的回部所封的王公。
清朝入八分公也在回部实行。清代共設7位王公，1位轻车都尉。其中统治哈密旗（截止于1930年）和吐鲁番旗（截止于1884年）两个回旗的王公曾为扎萨克，其余为闲散王公。

## 回部王公
- 哈密回部札薩克和碩親王，民國4年加親王雙俸。
- 吐魯番回部札薩克多羅郡王，民國2年晉封親王。
- 阿克苏回部郡王品级多罗贝勒，民國5年晉封郡王。
- 库车回部多罗郡王，民國2年進封親王。
- 拜城回部辅国公，民國2年晉封貝子。
- 和阗回部辅国公，民國3年晉封鎮國公。
- 乌什回部贝子品级辅国公
- 乌什回部三等轻车都尉

其他尚有哈薩克王公